# Mount Erie (Washington)
Mount Erie je hora v okrese Skagit v americkém státě Washington. Nachází se v parku vlastněném a provozovaném městem Anacortes a nachází se jižně od chráněného území Anacorteské městské lesy. Své jméno získala roku 1841 od členů Wilkesovy expedice, kteří ji pojmenovali po bitvě o Erijské jezero.
Svého prozkoumání se kopec dočkal až v 60. letech minulého století, kdy ji zkoumali místní lezci, včetně Dallase Kloka. Místně je známá jako místo pro horolezce a pro výhled na okolí, který nabízí. Nachází se ve městském parku a jejího vrcholku lze dosáhnout po jednoproudové zpevněné cestě. Dosahuje výšky 388 metrů nad mořem, a je tak nejvyšším bodem Fidalgova ostrova. Z jejího vrcholu lze zahlédnout i zhruba 70 km vzdálenou Mount Baker, za jasného počasí pak i téměř 200 km vzdálenou Mount Rainier.
Hora se skládá především z živce a dioritu bohatého na rohovec. Dokonce se po ní jmenuje místní indie rocková kapela Mount Eerie, jejíž zpěvák Phil Elverum pochází z Anacortes.